# Тупољев Ту-70
Тупољев Ту-70 (рус. Туполев Ту-70) четворомоторни је путнички авион на клипно елисни погон руског произвођача Тупољев намењен за дуголинијском авио саобраћају. Развијен је на основу бомбардера Ту-4, а први лет прототипа био је 27. новембар 1946. године.

## Пројектовање и развој
ОКБ 156 Тупољев (Опитни конструкциони биро — Тупољев) је на бази стратешког бомбардера Ту-4 и његове транспортне варијанте Ту-4Т развио путнички авион који је од бамбардера задржао крила, моторе и реп, стајни трап, али му је у труп за смештена кабина под притиском са 72 путничка места и промењен му је изглед носа авиона. Готово 75% агрегата са бомбардера је коришћено за градњу овог авиона. Прототип је први пут полетео 27. новембар 1946. године. На четвртом пробном лету је оштећен приликом принудног слетања. Поново је оспособљен и враћен у функцију обављена су успешно, сва предвиђена испитивања и извршена је припрема за серијску производњу, до које није дошло због производње војних авиона. Поред тога Аерофлот није био спреман да прихвати авион овога типа. До 1954. године авион је служио за војне и експерименталне потребе када је искључен из употребе.

### Технички опис
Авион Тупољев Ту-70 је потпуно металне конструкције, нискококрилац са четири клипно елисна ваздухом хлађена радијална мотора АШ-73ТК који су постављени по два на свако крило. Сваки мотор има металне елисе са четири пераја и променљивим кораком. Авион има стајни трап система трицикл, предња носна нога има два точка са гумама ниског притиска а задње ноге које представљају и основне, се налазе испод крила авиона и свака има по 2 точка са нископритисним гумама. Авион има укупно 6 точкова који му омогућавају безбедно слетање и на лоше припремљеним пистама. Труп авиона је округлог попречног пресека и у њега се могу сместити 72 седишта са пролазом кроз средину авиона. Изнад глава путника направљене су полице за смештај приручног пртљага и гардеробе.

## Оперативно коришћење
Авион Тупољев Ту-70 је произведен у једном примерку и до његове оперативне употребе није дошло. Имао је посаду од 6 чланова и седишта за 72 путника. Коришћен је као војни транспортни авион. Од њега је направљена ВИП варијанта са 48 седишта са луксузно урађеним ентеријером намењена највишем руководству Совјетског Савеза. Из употребе је искључен 1954. године.

## Земље које користе или су користиле овај авион
| - СССР |